# Кузеран (Иран)
Кузера́н или Кузера́н-э-Сенджаби́ (перс. كوزران‎) — небольшой город на западе Ирана, в провинции Керманшах. Входит в состав шахрестана Керманшах.
На 2006 год население составляло 3 759 человек.

## География
Город находится в центральной части Керманшаха, в горной местности западного Загроса, на высоте 1 339 метров над уровнем моря.
Кузеран расположен на расстоянии приблизительно 45 километров к северо-западу от Керманшаха, административного центра провинции и на расстоянии 440 километров к юго-западу от Тегерана, столицы страны.